# Villarejo de Salvanés
Villarejo de Salvanés – miasto w Hiszpanii we wspólnocie autonomicznej Madryt, na południowy wschód od stolicy. Leży pomiędzy dwiema rzekami Tagiem i Tajuñą. Villarejo ma 7 linii autobusowych, z których 3 komunikują się bezpośrednio ze stolicą Madrytu, docierając do centralnej Ronda de Atocha. Pozostałe cztery linie łączą Villarejo z innymi miastami w okolicy.

## Atrakcje turystyczne
- Sanktuarium Matki Bożej Zwycięskiej
- Wykopaliska archeologiczne na obrzeżach miasta
- Casa de la Tercia – budynek składający się z dwóch pięter i dwóch kolumnami znajdujący się na dziedzińcu, zaś pod nim znajdują się tunele podziemne, prowadzące do miejscowego kościoła
- Zamek –  Castillo de Villarejo de Salvanés